# Летучий голландец (фильм, 1995)
«Летучий голландец» (нидерл. «De Vliegende Hollander») — художественный фильм, снятый нидерландским режиссёром Йосом Стеллингом по совместному с Хансом Хеесеном и Георгом Бругмансом сценарию в 1995 году.

## Сюжет
Фландрия XVI века уже несколько десятилетий находится в составе владений испанской короны. Страна наводнена вооружёнными отрядами. В это неспокойное время, странствующий артист рассказывает мальчику о его отце — капитане удивительного корабля, плывущего под красными парусами по бушующим морским волнам. Подросший Голландец с неудержимой силой идёт на родину своих предков с твёрдым намерением воплотить запавшую с ранних лет мечту о бескрайнем океанском просторе. В пути ему предстоит найти большой корабль, познакомиться с необычным карликом и, ограбленному, побывать в застенках каторжной тюрьмы.

## В ролях
- Рене Гротхоф — Голландец
- Веерле Доббеларе — Лотта
- Рене ван'т Хоф — карлик
- Жене Бервутс — сын Нетелнека
- Герард Тоолен — тюремщик
- Вилли Вандермёлен — Нетелнек
- Михил Гротоф — Голландец в детстве
- Ингрид де Вос — мать Голландца
- Нино Манфреди — Кампанелли

## Награды и номинации

##### Награды
- «Серебряная лягушка» международного кинофестиваля операторского искусства «Камеримидж» (Гурт Гилтай)
- Специальный приз международного кинофестиваля операторского искусства «Камеримидж» (Герт Бринкерс, Анн Верховен, Люк ван Клеемпут)

##### Номинации
- Золотой лев Венецианского международного кинофестиваля (Йос Стеллинг)
- Золотая лягушка международного кинофестиваля операторского искусства «Камеримидж» (Гурт Гилтай)
- Награда Международного кинофестиваля «Фанташпорту» за лучший фильм (Йос Стеллинг)